# Urocystis skirgielloae
Urocystis skirgielloae Piątek – gatunek podstawczaków należący do rodziny Urocystidaceae.

## Charakterystyka
Grzyby z gatunku Urocystis skirgielloae rozwijają się w liściach trawy Heteropogon contortus. Owocniki wytwarzane są w postaci zlanych ze sobą sori, tworzących szare, potem czarne pasma pomiędzy żyłkami liścia, z czasem powodując jego skręcanie. Zarodniki kuliste do wydłużonych, o wymiarach ok. 13 μm, oliwkowobrązowe lub czerwonawo-brązowe, o gładkiej powierzchni.
Gatunek ten jest znany jedynie z próbek roślinnych zebranych w 1964 w Indiach.

## Systematyka
Pozycja w klasyfikacji według Index Fungorum: Urocystis, Urocystidaceae, Urocystidales, Incertae sedis, Ustilaginomycetes, Ustilaginomycotina, Basidiomycota, Fungi.
Gatunek ten został po raz pierwszy opisany przez Marcina Piątka (w nieprawidłowym wariancie gramatycznym U. skirgielloi) w artykule Urocystis skirgielloi, a new graminicolous smut fungus infecting Heteropogon contortus in India, opublikowanym w „Acta Mycologica” z 2006:

   Urocystis skirgielloi M. Piątek, sp. nov.
   Typus in matrice Heteropogon contortus (L.) Roem. & Schult., INDIA, Kashmir, Mamal, 18 Oct. 1964, V.R. Pandotra (holotypus: IMI 121487!).
   Sori in foliis, primo epidermide obtectas, deinde rupturas. Glomeruli sporarum globosi, subglobosi, ellipsoidales vel elongati, (20-)25-35 × (17-)20-25(-30) μm, e sporis 1-4(-7) composite (1 – 7,8%, 2 – 32,2%, 3 – 35,6%, 4 – 20,0%, 5 – 2,2%, 6 – 0,5%, 7 – 1,7%), cellulis sterilibus complete circumdati, raro incomplete circumdati. Sporae globosae, subglobosae, ellipsoidales vel parum irregulars, olivaceobrunneae vel rubrobunneae, (11-)12-14(16) × 9-12(-13) μm, levi. Cellulae steriles globosae, subglobosae, ellipsoidales vel irregulares, plerumque cum lateribus contactis deplanatis, flavae, (5-)6-11 × (4-)5-8(-9) μm, pariete aequali, 1 μm crasso, levi.

Epitet gatunkowy został nadany na cześć Aliny Skirgiełło, polskiej mykolożki, z okazji 95. urodzin.